# Terry Moore (fumettista)
Terry Moore (Houston, 19 novembre 1954) è un fumettista statunitense, uno dei maggiori esponenti del fumetto indipendente negli USA.
Debutta sulla scena fumettistica americana nel 1993 con una miniserie autoprodotta dal titolo Strangers in Paradise, destinata a diventare uno dei simboli della rinascita del fumetto indipendente. Successivamente diventa una serie regolare a cui l'autore si dedica fino al 2007. Terminata quest'opera realizza una serie di genere thriller fantascientifico dal titolo Echo, conclusa nel 2011. Dal 2011 al 2016 si dedica interamente alla terza saga di sua creazione: Rachel Rising, durata 42 albi. Tra il 2016 e il 2017 pubblica la serie Motor Girl, il cui primo albo è distribuito nel novembre 2016. Dal 2018 si dedica all'ambizioso progetto di allacciare la continuity delle sue opere per creare un universo fumettistico denominato Terryverse.

## Debutto e scelta del fumetto indipendente
Quando Terry Moore esordisce nel mondo dei comics americani, il mercato sembra particolarmente favorevole a recepire fumetti che non siano pubblicati esclusivamente dai due grandi editori Marvel Comics/DC. Solo l'anno prima la nuova casa editrice indipendente Image Comics, nata da grandi artisti ex-Marvel quali Rob Liefeld e Todd McFarlane aveva attraversato il suo battesimo del fuoco riuscendo a pubblicare fumetti con vendite record. E questo attraverso la creazione di nuovi personaggi (per ora solo supereroi) slegati dalle icone del genere quali Superman, Batman e l'Uomo Ragno. Il 1993 è quindi un momento propizio ai nuovi autori per dare sfogo alla creatività e pubblicare opere indipendenti senza i condizionamenti dei grandi gruppi editoriali. In questo contesto Terry Moore inizia la sua opera Strangers in Paradise che però non si appoggia alla Image ma ad una piccola etichetta dal nome Antarctic Press. Questa scelta dipende dalla coraggiosa proposta editoriale di Terry che decide di non puntare sui supereroi, vera e propria miniera d'oro per gli autori indipendenti dell'epoca che con personaggi come Spawn, Youngblood o Savage Dragon si stavano arricchendo. Nel caso di Strangers in Paradise ci troviamo di fronte ad un'opera più intimistica, quasi una commedia sulla vita travagliata ma a tratti anche banale di due giovani ragazze.
Nel 1994 fonda la sua etichetta personale, denominata Abstract Studios e pubblica la prima serie regolare su Strangers in Paradise (che segue le vicende della prima miniserie). La pubblicazione termina dopo 14 numeri quando Terry decide di partecipare al progetto Image. Per questo nel 1996 riprende la serie e la pubblica per un imprint dei Wildstorm Studios di Jim Lee. Si tratta della Homage Comics, etichetta dove Lee cerca di dirottare progetti non legati al genere supereroistico o strettamente collegati all'universo fumettistico dei Wildcats. La scelta di Terry è motivata dalla sparizione del distributore di fumetti Capital City Distribution che sino ad allora aveva sostenuto e distribuito la serie. Con il passaggio ad un distributore unico quale la Diamond Comic Distributors e i primi segni del collasso del mercato fumettistico, Strangers in Paradise ha bisogno di una maggiore visibilità. Questa gli viene garantita dalla presenza della serie nella sezione Image del catalogo Previews dello stesso distributore Diamond e dal passaggio dal bianco e nero al colore. Quest'ultimo tentativo non porta però ai successi sperati in quanto fa solamente lievitare i costi di produzione dell'albo. Dopo appena 8 numeri pubblicati tra il 1996 e il 1997 Terry decide di abbandonare la Image e tornare a pubblicare le sue opere tramite l'Abstract Studios. Ufficialmente si ritiene onorato di aver lavorato per lo stesso editore per cui lavoravano Kurt Busiek, James Robinson e Brent Anderson ma sostiene anche che sente di nuovo il bisogno di autoprodursi la propria serie. Questa esperienza lo porta alla pubblicazione di Terry Moore's How to Draw Comics. Si tratta di un'opera didattica in cui l'artista cerca di dare delle risposte e soluzioni a tutti coloro che volessero realizzare e vendere un fumetto. Moore mostra come disegnare personaggi ed espressioni e di come costruire una storia che possa essere pubblicata.
Nella sua carriera ha lavorato sporadicamente anche per la Marvel Comics e la DC Comics.

## Terryverse
Nel 2018 Terry Moore decide di ritornare a raccontare la storia di Katchoo e Francine, personaggi che lo hanno reso celebre negli anni novanta con la serie Strangers in Paradise. La serie che riprende le fila della storia è Strangers in Paradise XXV che da un lato serve da epilogo all'arco narrativo Parker Girl della serie originale ma, allo stesso tempo pone le basi per la serie regolare Five Years che debutta nel 2019. Lo scopo dell'opera è narrare una saga dai contorni epici che riunisca i personaggi e le vicende raccontate nelle serie "Strangers in Paradise", "Echo", "Rachel Rising" e "Motor Girl". Si tratta di un corpus narrativo che si è sviluppato nell'arco di 25 anni (dal 1993 al 2018). Moore ci tiene a precisare che inizialmente non era sua intenzione ambientare le serie in un unico universo narrativo, ma ogni opera era concepita come autoconclusiva e separata dalle altre. Col tempo ha però maturato l'idea poter creare un evento che riunisse coerentemente i suoi personaggi all'interno di un universo condiviso, seguendo l'esempio del Marvel Universe o DC Universe, o per citare un editore indipendente: il Valiant Universe. Il nome dato al suo universo narrativo è Terryverse. La serie "Five Years" viene definita come un crossover event e in quanto si riuniscono personaggi da differenti serie di Moore. Tra questi: Tambi, Ivy Raven, Julie Martin, Rachel, Zoe e le immancabili Katchoo e Francine. La premessa avviene nella serie Strangers in Paradise XXV dove Katchoo si trova costretta a dare la caccia ad una Parker Girl (Stephanie) che può smascherare il suo passato e mettere in pericolo la sua famiglia. Suo malgrado viene a conoscenza di un antico manoscritto (scritto dalla biblica Lilith) che custodisce la formula per costruire l'arma definitiva. Diversi governi e gruppi di potere sono di conseguenza interessati a quel testo e serviranno tutte le eroine create da Moore per salvare l'umanità.

## Premi e riconoscimenti
Terry Moore ha vinto nel 1996 il Will Eisner Comic Industry Award nella categoria "Miglior storia a puntate" (o Best Serialized Story in originale) per Stranger in Paradise (Vol.2) nn. 1-8, pubblicati da Abstract Studios nel 1995
Nel 2009 ha ricevuto l'Harvey Award per la Miglior nuova serie del 2008 (o Best New Series in originale) per Echo, pubblicata da Abstract Studios a partire da marzo 2008.
Nel 2012 la serie Rachel Rising è stata nominata come Miglior serie regolare (o Best Continuing Series in originale) al Will Eisner Comic Industry Award.

## Opere
- Strangers in Paradise
- Paradise, Too!
- Lady Supreme nn. 1-2, Terry Moore (testi) - AA.VV. (disegni), miniserie (conclusa), Image Comics, maggio - agosto 1996.
- Gen 13 Bootleg nn. 5-6, Terry Moore (testi) - Tom Cocker (matite) - Troy Hubbs (chine), serie regolare (conclusa con il n. 20), Image Comics/Wildstorm, marzo-aprile 1997.
- Ultimate Marvel Team-Up n. 14, Brian Michael Bendis (testi) - Terry Moore (disegni), serie regolare (conclusa), Marvel Comics, maggio 2002.
- Birds of Prey nn. 47-49, Terry Moore (testi) - Amanda Conner e Jimmy Palmiotti (disegni), serie regolare (conclusa con il n. 127), novembre 2002 - gennaio 2003.
- Negative Burn
- DC First: Batgirl/Joker n. 1
- Darkness/Vampirella
- Echo
- Spider-Man Loves Mary Jane
- Runaways (Vol.3) nn. 1-9, Terry Moore (testi) - Humberto Ramos & AA.VV. (disegni), serie regolare (conclusa con il n. 14), Marvel Comics, ottobre 2008 - giugno 2009.
- Punisher n. 11
- Rachel Rising nn. 1-42, Terry Moore (storia e disegni), serie regolare (conclusa), Abstract Studios, agosto 2011 - maggio 2016.
- Motor Girl nn. 1-10, Terry Moore (storia e disegni), serie regolare (conclusa), Abstract Studios, novembre 2016 - novembre 2017.
- Strangers in Paradise XXV nn. 1-10, Terry Moore (storia e disegni), serie regolare (conclusa), Abstract Studios, gennaio 2018 - febbraio 2019.
- Five Years dal n. 1, Terry Moore (storia e disegni), Abstract Studios, serie regolare, 29 maggio 2019 -in corso.
- Serial dal n. 1, Terry Moore (storia e disegni), 2023.

## Adattamenti in altri media

### Opere in gestazione
- Terry Moore ha lavorato ad uno script per un adattamento cinematografico della serie Strangers in Paradise[10]. L'autore ha dichiarato diverse volte che il soggetto ha attratto l'interesse di persone chiave negli ambienti di Hollywood ma finora non si è ancora concretizzato nulla e il progetto rimane nel limbo[10].
- Il canale via cavo a pagamento AMC ha acquisito i diritti per la realizzazione di una serie televisiva basata sul fumetto Rachel Rising[10]. Non vi sono però dichiarazioni ufficiali sulla possibile data della messa in onda.
- La piattaforma in streaming a pagamento Hulu ha acquisito i diritti per trasporre Motor Girl in una serie televisiva[10]. Moore è stato chiamato a lavorare sulle sceneggiature delle puntate[10]. L'autore si dice entusiasta del ruolo ma ha riscontrato molte diversità nel pianificare storie e personaggi per una serie televisiva rispetto al lavoro svolto per realizzare le tavole dei suoi fumetti[10]. Sostiene che bisogna cambiare prospettive ed approccio ai personaggi. Il processo richiede tempo ed esperienza[10].

## Raccolte e Art Book originali
- Rachel Rising Omnibus, storia e disegni di Terry Moore, casa editrice: Abstract Studios, edizione cartonata, 900 pagine, 2016. Contiene la serie completa Rachel Rising composta da 42 albi. ISBN 978-1-892597-618
- Terry Moore: 25th Anniversary Sketchbook: 8800 days of Blondes, Brunettes and Bozos SC, testi e disegni di Terry Moore, 216 pagine, 2018. Contiene il "bestof" di Terry Moore per quanto concerne pinup, sketches, design dei personaggi a altro materiale realizzato in 25 anni di lavoro nel campo del fumetto.
- Motor Girl Omnibus, storia e disegni di Terry Moore, Abstract Studios, disponibile in Hardcover e Softcover, 200 pp., B&W, marzo 2018. Contiene la serie completa Motor Girl composta da 10 albi.

## Edizioni italiane
La prima serie ad essere pubblicata in Italia è Strangers in Paradise la cui edizione è stata frammentata in più editore quali Lexy, Macchia Nera e Free Books. Quest'ultimo ha proposto la serie anche all'interno di una collana economica da edicola (tra il 2005 e il 2009) per cercare di raggiungere la maggior parte di lettori possibile. La Free Books ha curato inoltre la prima edizione di Echo e completato la collana Paradise Too iniziata dalla Lexy.
Attualmente le opere di Terry Moore sono edite da BAO Publishing che dal luglio 2012 al 2016 ha distribuito la serie Rachel Rising in 7 raccolte contenenti i 42 numeri dell'edizione originale. Inoltre la casa editrice milanese ha iniziato la pubblicazione dell'edizione italiana definitiva di Strangers in Paradise, suddivisa in sei volumi pubblicati a partire dal 2013 e contenenti tutti gli albi dell'opera in ordine cronologico.
Nel 2023 BAO Publishing ha pubblicato in un unico volume i dieci episodi della miniserie Serial.